# Los Cuatro Postes
Le humilladero des Quatre Poteaux est un monument religieux situé dans la ville d'Ávila, en Castille-et-Léon (Espagne). Il est formé par quatre colonnes doriques de cinq mètres de hauteur reliées par des chapiteaux. Au centre du carré formé par les colonnes, sur un piédestal, est érigée une croix de granite,,,.
Le monument date de l'an 1566. La croix a été replacée en 1995, après avoir été vandalisée.
Selon la tradition où ici, en étant enfants, Thérèse d'Avila et son frère Rodrigo ont été arrêtés par leur oncle lorsqu'ils projetaient de voyager dans des terres d'infidèles pour mourir en martyrs, et où la sainte, quittant ses sandales, a prononcé la fameuse phrase « D'Ávila, ni la poussière » ,.

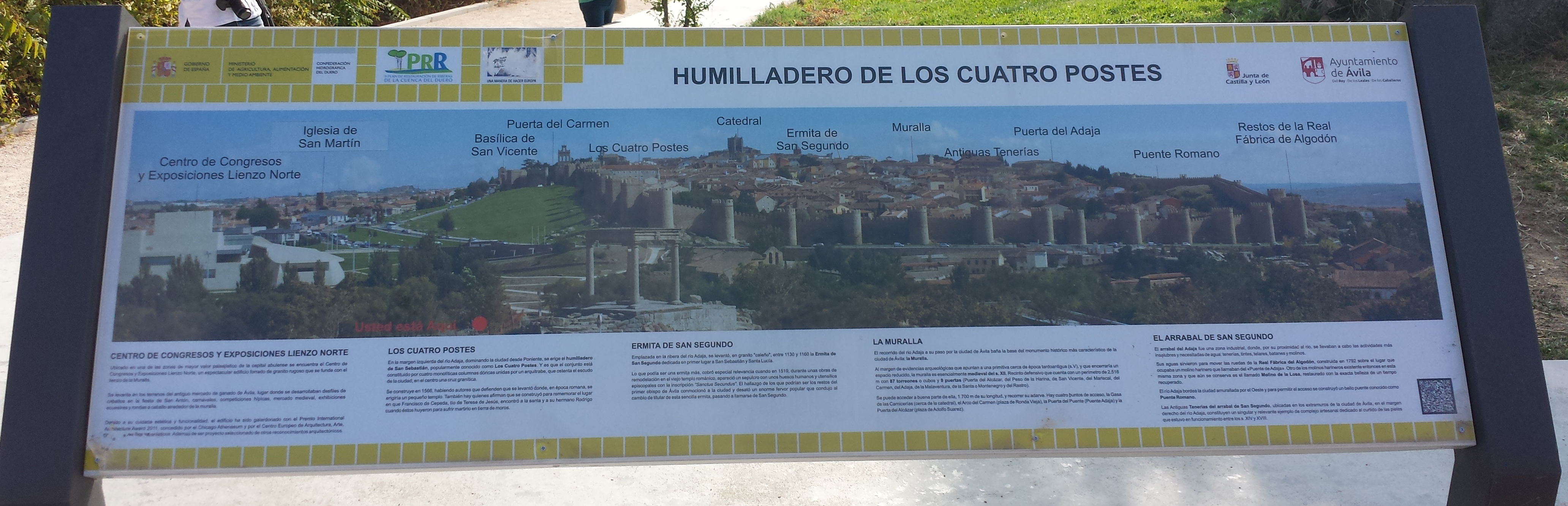
Humilladero Des Quatre Poteaux d'Ávila

## Source de traduction
- (es) Cet article est partiellement ou en totalité issu de l’article de Wikipédia en espagnol intitulé « Los Quatro Postes » (voir la liste des auteurs).